# 坎帕尼尼之家

坎帕尼尼之家是一座位于米兰文琴佐·贝里尼街11号的新艺术风格建筑。

## 历史与建筑特色
该建筑由建筑师阿尔弗雷多·坎帕尼尼于1904年到1906年间建造，作为其私人住宅。与卡斯蒂廖尼宫 (米兰)一道，它被认为是米兰新艺术运动风格的代表作之一。
最引人注目的是入口两侧的女像柱，由雕塑家米凯莱·维达尼使用水泥制作而成：这些雕像虽然显然向朱塞佩·索马鲁加在卡斯蒂廖尼宫原始入口处的女像柱致敬，但它们表现出一种更为内敛、忧郁的情感。
引人注目的入口锻铁大门由坎帕尼尼本人设计，由亚历山德罗·马祖科泰利制作完成，其花卉图案体现了新艺术风格的典型装饰主题。这种优雅的形式同样体现在建筑内部的铁艺装饰和电梯井架上。

与更为宏伟的卡斯蒂廖尼宫相比，这座建筑在造型上更为低调，但更贴近日常生活。
建筑内部保留了大量的彩色玻璃、浮雕和壁画，体现出新艺术风格的审美；此外，还保存有原始家具和陶瓷装饰。
值得注意的还有中庭柱廊天花板的图案设计，其花卉主题以红色樱桃花束的形式表现，以及用锻铁制成的吊灯。
从远处望去，可以更清晰地看到屋顶烟囱的造型，其设计仿若沙雕尖塔。